# Concerto per pianoforte e orchestra n. 26 (Mozart)
Il concerto per pianoforte e orchestra n. 26 in Re maggiore K 537 è conosciuto più correntemente come il Concerto dell'Incoronazione, denominazione che trae origine dal fatto che probabilmente venne eseguito dallo stesso Mozart, in occasione dei festeggiamenti per l'incoronazione di Leopoldo II.
In realtà fu terminato da Mozart nel febbraio del 1788, forse in previsione di un'esecuzione che poi non avvenne. La "prima" ebbe infatti luogo solo nel 1789 a Dresda, durante un giro concertistico che lo portò anche a Berlino, Lipsia, Potsdam e che gli garantì un notevole successo.
Questo concerto non sembra apportare significative migliorie al genere, dopo i notevoli progressi del Concerto n. 25 K 503. Nonostante ciò, ha mantenuto nel tempo una relativa popolarità, insieme al Concerto in re minore K 466, molto probabilmente per la linearità che ne pervade tutta la struttura: ad esempio l'Allegro iniziale (dopo quello del Concerto in do maggiore K 503) è il più esteso degli Allegri mozartiani.
L'organico si allontana notevolmente da quello dei concerti "sinfonici", in quanto, nonostante sia sufficientemente articolato e con l'organico standard più ampio dei concerti mozartiani (un flauto, due oboi, due fagotti, due corni, due trombe, timpani e archi), a differenza dei concerti successivi al K 450 esclude completamente gli interventi solistici dei fiati nel dialogo con il solista, tornando quindi all'accompagnamento esclusivo degli archi proprio dei lavori precedenti, e relegando l'orchestra a un semplice ruolo di ripieno nei ritornelli.
Il secondo movimento (Larghetto) in la maggiore probabilmente non è stato frutto di un'invenzione estemporanea: di esso, infatti, esiste un abbozzo risalente al 1787.
Il concerto si conclude con un Allegretto in forma di rondò.